# Peperomia wibomii
Peperomia wibomii är en pepparväxtart som beskrevs av Truman George Yuncker. Peperomia wibomii ingår i släktet peperomior, och familjen pepparväxter. Inga underarter finns listade i Catalogue of Life.